# Llista de topònims de Maldà
Llista de topònims (noms propis de lloc) del municipi de Maldà, a l'Urgell
Informació actualitzada per un bot. Els canvis manuals es perdran quan s'actualitzi!

## cabana
| imatge | Nom                      | Ubicat a | instància de | Detalls | coordenades                                                          | Protecció | Commons (més fotos) | Dades a WD                    |
| ------ | ------------------------ | -------- | ------------ | ------- | -------------------------------------------------------------------- | --------- | ------------------- | ----------------------------- |
|        | cabana de Fontalba       | Maldà    | cabana       |         | 41° 31′ 54″ N, 1° 02′ 31″ E / 41.5315423775323°N,1.04198424964739°E  |           |                     | Modifica les dades a Wikidata |
|        | cabana de la Coma Navesa | Maldà    | cabana       |         | 41° 32′ 54″ N, 1° 00′ 23″ E / 41.54829°N,1.00633°E                   |           |                     | Modifica les dades a Wikidata |
|        | cabana de la Càndia      | Maldà    | cabana       |         | 41° 30′ 21″ N, 1° 01′ 19″ E / 41.505816051647°N,1.0218438081736°E    |           |                     | Modifica les dades a Wikidata |
|        | cabana de la Serrania    | Maldà    | cabana       |         | 41° 31′ 54″ N, 1° 00′ 04″ E / 41.5316748155746°N,1.00101088823846°E  |           |                     | Modifica les dades a Wikidata |
|        | cabana del Damià         | Maldà    | cabana       |         | 41° 32′ 25″ N, 0° 59′ 59″ E / 41.5403372269245°N,0.999856938591783°E |           |                     | Modifica les dades a Wikidata |
|        | cabana del Feliu         | Maldà    | cabana       |         | 41° 31′ 29″ N, 1° 01′ 04″ E / 41.524658259774°N,1.0176743161067°E    |           |                     | Modifica les dades a Wikidata |
|        | cabana del Font          | Maldà    | cabana       |         | 41° 32′ 47″ N, 1° 00′ 43″ E / 41.5463632434255°N,1.01182806337843°E  |           |                     | Modifica les dades a Wikidata |
|        | cabana del Llord         | Maldà    | cabana       |         | 41° 31′ 05″ N, 0° 59′ 51″ E / 41.51800403082°N,0.99750516799307°E    |           |                     | Modifica les dades a Wikidata |
|        | cabana del Matraus       | Maldà    | cabana       |         | 41° 32′ 23″ N, 1° 00′ 02″ E / 41.539670949786°N,1.0004329530942°E    |           |                     | Modifica les dades a Wikidata |
|        | cabana del Miret         | Maldà    | cabana       |         | 41° 32′ 29″ N, 1° 01′ 18″ E / 41.5414789362195°N,1.02159224215043°E  |           |                     | Modifica les dades a Wikidata |
|        | cabana del Saltor        | Maldà    | cabana       |         | 41° 31′ 18″ N, 1° 03′ 00″ E / 41.521610586909°N,1.0501252247007°E    |           |                     | Modifica les dades a Wikidata |
|        | era de Ca la Serafina    | Maldà    | cabana       |         | 41° 32′ 53″ N, 1° 01′ 43″ E / 41.5479666803412°N,1.02857602551725°E  |           |                     | Modifica les dades a Wikidata |
|        | era de Cal Colgues       | Maldà    | cabana       |         | 41° 32′ 52″ N, 1° 01′ 40″ E / 41.5477167990839°N,1.02766044111557°E  |           |                     | Modifica les dades a Wikidata |
|        | era de Cal Magre         | Maldà    | cabana       |         | 41° 32′ 52″ N, 1° 01′ 46″ E / 41.5477658361275°N,1.02946934025374°E  |           |                     | Modifica les dades a Wikidata |
|        | era del Paula            | Maldà    | cabana       |         | 41° 32′ 55″ N, 1° 01′ 45″ E / 41.5485870385902°N,1.029036751977°E    |           |                     | Modifica les dades a Wikidata |

## castell
| imatge | Nom                  | Ubicat a | instància de | Detalls                                 | coordenades                                                                        | Protecció                                            | Commons (més fotos) | Dades a WD                    |
| ------ | -------------------- | -------- | ------------ | --------------------------------------- | ---------------------------------------------------------------------------------- | ---------------------------------------------------- | ------------------- | ----------------------------- |
|        | castell de Maldanell | Maldà    | castell      |                                         | 41° 32′ 31″ N, 1° 02′ 53″ E / 41.5419212042591°N,1.0479888992757°E                 |                                                      |                     | Modifica les dades a Wikidata |
|        | castell de Maldà     | Maldà    | castell      | Estil: arquitectura gòtica 13rd century | 41° 33′ 05″ N, 1° 02′ 16″ E / 41.551277°N,1.037775°E ca:Plaça del Castell 429 msnm | bé d'interès cultural bé cultural d'interès nacional | Castell de Maldà    | Modifica les dades a Wikidata |

## curs d'aigua
| imatge | Nom                | Ubicat a                                                                | instància de | Detalls                         | coordenades                                                                                              | Protecció | Commons (més fotos) | Dades a WD                    |
| ------ | ------------------ | ----------------------------------------------------------------------- | ------------ | ------------------------------- | --- | --------- | ------------------- | ----------------------------- |
|        | riera de Maldanell | Passanant i Belltall Vallbona de les Monges Sant Martí de Riucorb Maldà | curs d'aigua | Desemboca: riu Corb Llarg: 13km | 41° 29′ 45″ N, 1° 10′ 36″ E / 41.49584°N,1.176776°E 41° 33′ 18″ N, 1° 01′ 53″ E / 41.554913°N,1.031324°E |           |                     | Modifica les dades a Wikidata |
|        | riu Corb           | Noguera Segrià Conca de Barberà Pla d'Urgell Urgell província de Lleida | curs d'aigua | Desemboca: Segre Llarg: 57km    | 41° 40′ 41″ N, 0° 42′ 45″ E / 41.678°N,0.71242°E 41° 32′ 33″ N, 1° 21′ 21″ E / 41.542506°N,1.355713°E    |           | Corb River          | Modifica les dades a Wikidata |

## església
| imatge | Nom                    | Ubicat a | instància de     | Detalls                      | coordenades                                                                  | Protecció                                  | Commons (més fotos)    | Dades a WD                    |
| ------ | ---------------------- | -------- | ---------------- | ---------------------------- | ---------------------------------------------------------------------------- | ------------------------------------------ | ---------------------- | ----------------------------- |
|        | Sant Joan de Maldanell | Maldà    | església capella | 1905                         | 41° 32′ 33″ N, 1° 02′ 50″ E / 41.5424849276656°N,1.04724064871171°E 456 msnm |                                            | Sant Joan de Maldanell | Modifica les dades a Wikidata |
|        | Sant Pere de Maldà     | Maldà    | església         | Estil: arquitectura romànica | 41° 33′ 01″ N, 1° 02′ 25″ E / 41.5503°N,1.04028°E                            | bé integrant del patrimoni cultural català | Sant Pere de Maldà     | Modifica les dades a Wikidata |
|        | Santa Maria de Maldà   | Maldà    | església         | Estil: arquitectura barroca  | 41° 33′ 02″ N, 1° 02′ 21″ E / 41.550666666667°N,1.0392222222222°E 422 msnm   | bé cultural d'interès local                | Santa Maria de Maldà   | Modifica les dades a Wikidata |

## masia
| imatge | Nom                  | Ubicat a | instància de | Detalls | coordenades                                                         | Protecció | Commons (més fotos) | Dades a WD                    |
| ------ | -------------------- | -------- | ------------ | ------- | ------------------------------------------------------------------- | --------- | ------------------- | ----------------------------- |
|        | Farinera de Maldà    | Maldà    | masia        |         | 41° 33′ 03″ N, 1° 01′ 50″ E / 41.5508818437021°N,1.03050173216196°E |           |                     | Modifica les dades a Wikidata |
|        | Mas Butllons         | Maldà    | masia        |         | 41° 30′ 32″ N, 1° 02′ 23″ E / 41.508824347134°N,1.0397252415924°E   |           |                     | Modifica les dades a Wikidata |
|        | Mas Françó           | Maldà    | masia        |         | 41° 30′ 32″ N, 1° 02′ 11″ E / 41.5089115682775°N,1.03636391772768°E |           |                     | Modifica les dades a Wikidata |
|        | Mas de Maldanell     | Maldà    | masia        |         | 41° 32′ 45″ N, 1° 02′ 45″ E / 41.545855158827°N,1.0458000339892°E   |           |                     | Modifica les dades a Wikidata |
|        | Mas de la Rata       | Maldà    | masia        |         | 41° 30′ 43″ N, 1° 00′ 52″ E / 41.511993550933°N,1.014466116192°E    |           |                     | Modifica les dades a Wikidata |
|        | Mas de les Comes     | Maldà    | masia        |         | 41° 31′ 27″ N, 1° 01′ 54″ E / 41.5241058274036°N,1.03161382325892°E |           |                     | Modifica les dades a Wikidata |
|        | Mas de les Setze     | Maldà    | masia        |         | 41° 30′ 49″ N, 1° 02′ 35″ E / 41.5136470921616°N,1.04311100202075°E |           |                     | Modifica les dades a Wikidata |
|        | Mas del Puig         | Maldà    | masia        |         | 41° 32′ 52″ N, 1° 00′ 37″ E / 41.5478689008082°N,1.01035518616803°E |           |                     | Modifica les dades a Wikidata |
|        | el Molí de Vent      | Maldà    | masia        |         | 41° 33′ 22″ N, 1° 02′ 49″ E / 41.5560100016754°N,1.0470612783624°E  |           |                     | Modifica les dades a Wikidata |
|        | la Casa del Magatzem | Maldà    | masia        |         | 41° 33′ 06″ N, 1° 02′ 01″ E / 41.5515587885877°N,1.03374246897453°E |           |                     | Modifica les dades a Wikidata |

## molí d'aigua
| imatge | Nom             | Ubicat a | instància de | Detalls                                  | coordenades | Protecció                                  | Commons (més fotos) | Dades a WD                    |
| ------ | --------------- | -------- | ------------ | ---------------------------------------- | --- | ------------------------------------------ | ------------------- | ----------------------------- |
|        | molí de Fontova | Maldà    | molí d'aigua | Estil: arquitectura popular 18th century | 41° 33′ 25″ N, 1° 01′ 38″ E / 41.556945°N,1.027248°E ca:Descampat, a l'esquerra del riu Corb, Maldà 365 msnm         | bé integrant del patrimoni cultural català | Molí de Fontova     | Modifica les dades a Wikidata |
|        | molí de l'Horta | Maldà    | molí d'aigua | Estil: arquitectura popular 18th century | 41° 33′ 17″ N, 1° 02′ 45″ E / 41.554811°N,1.045905°E ca:A l'esquerra del riu Corb, entre Maldà i Sant Martí 380 msnm | bé integrant del patrimoni cultural català | Molí de l'Horta     | Modifica les dades a Wikidata |

## muntanya
| imatge | Nom               | Ubicat a     | instància de | Detalls | coordenades                                                         | Protecció | Commons (més fotos) | Dades a WD                    |
| ------ | ----------------- | ------------ | ------------ | ------- | ------------------------------------------------------------------- | --------- | ------------------- | ----------------------------- |
|        | Roques del Barret | Arbeca Maldà | muntanya     |         | 41° 32′ 45″ N, 0° 59′ 04″ E / 41.54586111°N,0.98430556°E 356.9 msnm |           |                     | Modifica les dades a Wikidata |
|        | Sant Joan         | Maldà        | muntanya     |         | 41° 32′ 36″ N, 1° 02′ 35″ E / 41.543425°N,1.04301944°E 425.7 msnm   |           |                     | Modifica les dades a Wikidata |
|        | Tossal de l'Abat  | Maldà        | muntanya     |         | 41° 32′ 44″ N, 1° 02′ 20″ E / 41.54553333°N,1.03890278°E 435.5 msnm |           |                     | Modifica les dades a Wikidata |
|        | Tossal del Picot  | Maldà        | muntanya     |         | 41° 31′ 34″ N, 1° 01′ 24″ E / 41.52605°N,1.02336111°E 520.9 msnm    |           |                     | Modifica les dades a Wikidata |
|        | Tossal del Puig   | Maldà        | muntanya     |         | 41° 32′ 36″ N, 1° 00′ 28″ E / 41.5432°N,1.00771°E 439.5 msnm        |           |                     | Modifica les dades a Wikidata |
|        | les Collades      | Maldà        | muntanya     |         | 41° 30′ 44″ N, 1° 03′ 00″ E / 41.5122°N,1.04997°E 576.8 msnm        |           |                     | Modifica les dades a Wikidata |

## serra
| imatge | Nom                | Ubicat a              | instància de | Detalls | coordenades                                                         | Protecció | Commons (més fotos) | Dades a WD                    |
| ------ | ------------------ | --------------------- | ------------ | ------- | ------------------------------------------------------------------- | --------- | ------------------- | ----------------------------- |
|        | Serra de Maldanell | Maldà                 | serra        |         | 41° 32′ 17″ N, 1° 03′ 06″ E / 41.538°N,1.05159°E 492.9 msnm         |           |                     | Modifica les dades a Wikidata |
|        | Serra de Montplà   | Arbeca Belianes Maldà | serra        |         | 41° 33′ 01″ N, 0° 59′ 12″ E / 41.55019444°N,0.98655556°E 383.8 msnm |           |                     | Modifica les dades a Wikidata |
|        | Serra dels Plans   | Maldà                 | serra        |         | 41° 32′ 10″ N, 1° 01′ 03″ E / 41.5361°N,1.01742°E 482.2 msnm        |           |                     | Modifica les dades a Wikidata |

## Misc
| imatge | Nom                                   | Ubicat a                         | instància de                                   | Detalls                                  | coordenades | Protecció                                  | Commons (més fotos)                | Dades a WD                    |
| ------ | ------------------------------------- | -------------------------------- | ---------------------------------------------- | ---------------------------------------- | --- | ------------------------------------------ | ---------------------------------- | ----------------------------- |
|        | Cooperativa del Camp de Maldà         | Maldà                            | edifici                                        | Estil: arquitectura popular              | 41° 33′ 01″ N, 1° 02′ 24″ E / 41.5504°N,1.0401°E                                                                                              | bé cultural d'interès local                | Cooperativa del Camp de Maldà      | Modifica les dades a Wikidata |
|        | Dovelles decorades de Cal Calques     | Maldà                            | casa                                           |                                          | 41° 33′ 02″ N, 1° 02′ 22″ E / 41.550482°N,1.039489°E                                                                                          | bé integrant del patrimoni cultural català | Dovelles decorades de Cal Calques  | Modifica les dades a Wikidata |
|        | Estela funerària discoïdal (Maldà)    | Maldà                            | Estela discoïdal estela funerària              | Estil: arquitectura popular 10th century | 41° 33′ 03″ N, 1° 02′ 23″ E / 41.550801°N,1.039773°E ca:Davant el portal de Maldà 417 msnm                                                    | bé integrant del patrimoni cultural català | Estela funerària discoïdal (Maldà) | Modifica les dades a Wikidata |
|        | Granja de Ca la Magina                | Maldà                            | granja                                         |                                          | 41° 33′ 02″ N, 1° 01′ 40″ E / 41.5506629300905°N,1.02771473835291°E                                                                           |                                            |                                    | Modifica les dades a Wikidata |
|        | Maldanell                             | Maldà                            | despoblat                                      |                                          | 41° 32′ 33″ N, 1° 02′ 49″ E / 41.542444444444°N,1.0470833333333°E                                                                             |                                            | Maldanell                          | Modifica les dades a Wikidata |
|        | Maldà                                 | Maldà                            | entitat singular de població capital municipal | 239 hab                                  | 41° 33′ 00″ N, 1° 02′ 00″ E / 41.55°N,1.03333°E 424 msnm                                                                                      |                                            |                                    | Modifica les dades a Wikidata |
|        | canal Segarra-Garrigues               | Noguera Segarra Urgell Garrigues | canal                                          | Desemboca: riu de Set                    | 41° 56′ 09″ N, 1° 12′ 19″ E / 41.935923055555556°N,1.205238888888889°E 41° 27′ 06″ N, 0° 45′ 30″ E / 41.45165194444444°N,0.7583730555555556°E |                                            | Canal Segarra-Garrigues            | Modifica les dades a Wikidata |
|        | casa consistorial de Maldà            | Maldà                            | casa consistorial                              |                                          | 41° 33′ 03″ N, 1° 02′ 23″ E / 41.550937°N,1.0398588°E                                                                                         |                                            |                                    | Modifica les dades a Wikidata |
|        | font d'en Cana                        | Maldà                            | font                                           |                                          | 41° 31′ 23″ N, 1° 00′ 43″ E / 41.5230535160935°N,1.01181094279603°E                                                                           |                                            |                                    | Modifica les dades a Wikidata |
|        | jaciment arqueològic de La Cantorella | Maldà                            | jaciment arqueològic                           |                                          | 41° 33′ 15″ N, 1° 00′ 56″ E / 41.554266°N,1.015583°E 410 msnm                                                                                 | bé integrant del patrimoni cultural català |                                    | Modifica les dades a Wikidata |